# When We Were Young
When We Were Young – singel irlandzkiej piosenkarki Dolores O’Riordan, wydany w 2007 roku w celach promocyjnych albumu Are You Listening?.
Utwór jest drugą w kolejności kompozycją znajdującą się na albumie Are You Listening?.
Singel ukazał się w Stanach Zjednoczonych oraz Irlandii nakładem wytwórni fonograficznej Sequel Records, natomiast w pozostałych państwach Europy za jego dystrybucję odpowiadało wydawnictwo Sanctuary Records.

## Listy utworów i formaty singla
CD single, Promo
1. „When We Were Young” – 3:20